# Ciara (Schiff)
Die Ciara, Kennung: P42, war ein Patrouillenboot der Peacock-Klasse der irischen Marine. Das Schiff ist nach Ciara, einer Klostergründerin des 7. Jahrhunderts, benannt. Ein für die irische Marine verwendetes Präfix LÉ steht für Long Éireannach („Irisches Schiff“).

## Geschichte
Wie der Rest der Klasse war das Schiff ursprünglich für den Einsatz bei der britischen Royal Navy in den Gewässern der Kronkolonie Hongkong konzipiert und wurde 1984 von Hall, Russell & Company als Swallow (P242) an die Royal Navy ausgeliefert. Es wurde 1988 von Irland gekauft und 1989 dort in Dienst gestellt. Die Ciara brachte 1996 ein kolumbianisches Drogenschiff auf und war im Rahmen der Operation Pontus auch an der Flüchtlingsrettung im Mittelmeer beteiligt. Mitte 2011 wurde das Schiff kurze Zeit wegen Schäden am Rumpf außer Betrieb genommen. Seit 2012 war es wieder im Einsatz.
Am 8. Juli 2022 wurde die Ciara, zusammen mit der Eithne und der Orla, außer Dienst gestellt. Damit trennte sich der Irish Naval Service an diesem Tag von einem Drittel seiner aktiven Schiffe.